# نورموکاپنیا
نورموکاپنیا (Normocapnia) یا نورموکربیا (normocarbia) به وضعیت نرمال و طبیعی فشار کربن دی‌اکسید شریانی گفته می‌شود که معمولاً حدود ۴۰ میلی‌متر جیوه می‌باشد.